# Исида, Хироюки
Хироюки Исида (яп. 石田 博行; род. 31 августа 1979, Иокогама, Канагава, Япония) — японский футболист, выступал на позиции полузащитника, в клубах Японии, Австралии, Сингапура и Малайзии.

## Биография
Исида родился в Иокогаме 31 августа 1979 года. После окончания средней школы в 1995 году он переехал в Бразилию заниматься футболом. В 1998 году он вернулся в Японию и заключил контракт с клубом Джей-Лиги «Симидзу С-Палс». 24 октября он дебютировал в матче против «Беллмара Хирацуки». Однако до 1999 года он практически не мог принимать участия в матчах. После годового перерыва он присоединился к «Токио Верди» в 2001 году. Однако на поле в составе клуба так и не играл.
В июне 2001 года он отправился в Сингапур и присоединился к «Клементи Халса». Выступал в клубе до октября 2001 года, провёл 20 матчей и забил 6 голов. В октябре 2001 года он переехал в Австралию и присоединился к команде «Олимпик Шаркс» (позднее переименованный в «Сидней Олимпик»). Во время своего пребывания в «Сидней Олимпик» Исида был неизменным фаворитом болельщиков. Исида был известен своим мастерством ведения мяча на фланге, охотно прессинговал соперника, именно поэтому болельщики «Олимпика» так его обожали. Отыграл за клуб до закрытия Национальной футбольной лиги, а также выступал в первом сезоне А-Лиги за клуб «Перт Глори». Вскоре после окончания сезона 05/06 он продолжил свою игровую карьеру в Малайзии, после того как клуб «Перт Глори» перешел в собственность FFA.
После недолгого пребывания в малайзийском «Джохор» он перешёл в японскую команду «Ванфоре Кофу» в июне 2006 года, однако участия в матчах он не принимал. В 2007 году он перешел в клуб «Саган Тосу» и отыграл за него 2 сезона. После полугодичного перерыва летом 2009 года он присоединился к команде префектурной лиги «Фудзиэда МИФК». Он был в клубе игроком основной обоймы, и с 2010 года получил с клубом право выступать в региональные лиги, а с 2012 года — в японской футбольной лиге. Однако с 2012 года его физические кондиции упали и он завершил карьеру в конце сезона 2013 года.

## Достижения

### Клубные
- Чемпион Национальной футбольной лиги: (2001/02)
- Серебряный призер Национальной футбольной лиги: (2002/03)
- Серебряный призер регулярного чемпионата Национальной футбольной лиги: (2002/03)